# Partido Comunista Paraguayo
El Partido Comunista Paraguayo (PCP) es un partido político de Paraguay fundado el 19 de febrero de 1928, basado en los principios del marxismo.
El actual secretario general del PCP es Najeeb Amado. El órgano juvenil del PCP es la Juventud Comunista Paraguaya. "Adelante" es su periódico mensual.

## Historia

### Antecedentes
Existe registro de un Comité de Acción Social compuesto por estudiantes y obreros en 1924, que había fundado ese mismo año el periódico comunista "Bandera Roja". Ese Comité habría formado la Sección Paraguaya de la Internacional Comunista en febrero de 1924, con el albañil Donato Cáceres como secretario general, aunque no existen mayores datos para corroborar eso. Entre los miembros de ese Comité figuraba Lucas Ibarrola, que representaría en 1926 a Paraguay en la Internacional Comunista, y que fundaría en 1928 el actual Partido Comunista Paraguayo.

### Fundación
El PCP fue fundado el 19 de febrero de 1928 tras una reunión de 50 militantes. El primer secretario general del PCP fue Lucas Ibarrola, que ya en 1926, como arriba se explicaba, había acudido a Moscú representando a Paraguay en el VI Congreso de la Internacional Comunista. También en 1928, con la fundación del PCP, los comunistas deciden lanzar un periódico propagandístico, que se llamaría "Comuneros". El PCP contaba en sus inicios con un "inspector de impuestos, dos joyeros, un pequeño comerciante, un zapatero, dos estudiantes y un empleado".

### El PCP y la Guerra del Chaco
Años antes de la Guerra del Chaco, un conflicto fronterizo entre Bolivia y Paraguay acaecido entre 1932 y 1935, el PCP organizó un "Comité Anti-Guerrero" encabezado por Obdulio Barthe y Perfecto Ibarra, que tenía por misión convencer a los obreros y trabajadores que la guerra que estaba por llevarse a cabo era inútil e innecesaria.
El PCP quedó inactivo entre 1932 y 1934, ya que algunos de los militantes fueron a combatir al frente y otros partieron al exilio para evitar ser llamados a filas.

### El Congreso de Lobos
En 1934 se celebra en Argentina el llamado Congreso de Lobos, en el cual el PCP retorna a la actividad. A este Congreso acuden varios nuevos militantes que luego se convertirían en dirigentes, como Oscar Creydt, Obdulio Barthe, Perfecto Ibarra, entre otros, así como un representante de la Internacional Comunista. El Buró Político elegido se integró con Obdulio Barthe, Perfecto Ibarra, Augusto Cañete, Juan Orué, Marcelina Cáceres, Leonardo Dielma y Aurelio Alcaraz, siendo este último elegido como secretario general. Alrededor de 600 militantes formaban parte del partido al momento del Congreso.

### Los comunistas en el gobierno febrerista
En 1936, después de la Revolución del 17 de Febrero, y con el coronel Rafael Franco en el poder, el PCP tuvo importantes avances, y pudo participar de los logros del gobierno que se le llamó "febrerista", como la ley que implantó la jornada laboral de 8 horas, el régimen de salario mínimo, la asistencia médica gratuita en los centros hospitalarios y la reforma agraria.
El gobierno febrerista, un año y medio después de la Revolución, cae después de un golpe de Estado, y el PCP vuelve a la clandestinidad.

### El PCP y las dictaduras militares
En 1939 el PCP apoyó al gobierno de José Felix Estigarribia hasta que el mismo proclamó por decreto la Constitución de 1940, de corte autoritario. A partir de este suceso, y sobre todo con el ascenso del general Higinio Morínigo, que mantenía buenas relaciones con la Alemania nazi, los comunistas vuelven a sumergirse en la ilegalidad, continuando sus trabajos organizativos pese a la represión.
En junio de 1941 se realiza el I Congreso del PCP, en el cual se decide la creación del periódico Adelante, cuyo primer director sería Alfredo Alcorta.

### El PCP durante la Primavera Democrática
La apertura democrática de 1946 hizo que varios dirigentes del PCP regresasen a Paraguay, como Óscar Creydt y Obdulio Barthe, que residían en Buenos Aires. Esto sucedió el 10 de agosto de 1946, cuando más de 30 000 obreros, estudiantes y militantes del PCP se reunieron en la plazoleta del puerto y sobre la calle Colón para recibir a los miembros del Comité Central ya mencionados.
También, durante ese periodo, el PCP obtuvo por primera vez en su historia la personería legal. Es así que también por primera vez pudo instalar libremente su local, en la calle Aquidabán (hoy Manuel Domínguez) de Asunción, donde funcionaba el Comité Central, mientras que la sede del Comité Local de la Capital funcionaba en las calles Azara.
Entre agosto de 1946 y enero de 1947, cuando tuvo lugar otro golpe de Estado por parte del movimiento de los "Guiones Rojos" (movimiento interno del Partido Colorado), de tintes fascistas, el PCP realizó una intensa campaña de afiliación, llegando a tener alrededor de 10 000 militantes.

### El PCP y la guerra civil
La Guerra civil de 1947 se desencadenó luego del golpe del 13 de enero de 1947, llevado a cabo por los Guiones Rojos con el auspicio presidente de la República, Higinio Morinigo. Este golpe acabó con la "primavera democrática" que se estaba dando desde junio de 1946, y que consistió en un periodo de absoluta libertad de expresión, de prensa y de movimiento, donde inclusive los comunistas pudieron obtener su legalidad.
El 7 de marzo, jóvenes febreristas toman el Cuartel de la Policía, y un día después, el 8 de marzo, se sublevan en Concepción jóvenes militares institucionalistas, que demandaban la realización de una Asamblea Nacional Constituyente, tan esperada desde varios años. Los militares institucionalistas recibieron el apoyo del PCP, del Partido Liberal, y de la Concentración Revolucionaria Febrerista.
Varios pelotones fueron dirigidos tanto por comunistas como por liberales y febreristas. En agosto de 1947 termina la guerra civil, con un resultado de más de 30 000 víctimas mortales y la victoria militar de los colorados, lo que supuso la partida al exilio de muchos comunistas.

### Persecución en la dictadura y formación de guerrillas
Durante la dictadura de Alfredo Stroessner, que duró entre 1954 y 1989, los militantes del PCP fueron perseguidos, torturados y asesinados en algunos casos.
También los estudiantes que formaban parte del Frente Estudiantil Democrático Revolucionario (FEDRE), que era el frente estudiantil de los comunistas paraguayos, fueron brutalmente perseguidos y encarcelados.
En 1958 el PCP, junto al Partido Revolucionario Febrerista (PRF) y otros partidos de izquierda, apoyó una huelga general contra la dictadura militar. Sin embargo, esa huelga fue duramente reprimida por el régimen, y representó un duro golpe para la izquierda.
A finales de 1959 Óscar Creydt, entonces secretario general del PCP, firma un documento en donde alienta la creación de un movimiento armado para hacer la revolución democrática, y vencer a la dictadura. Luis Casabianca y Carmen Soler, entre otros, fueron los que organizaron el Frente Unido de Liberación Nacional (FULNA), un frente político-militar que, aparte del Partido Comunista, contaba con militantes del febrerismo de izquierda y algunos liberales.  Se crearon varias columnas guerrilleras, pero la única que sobrevivió a la represión de 1960, fue la denominada Columna Mariscal López, liderada por Arturo López Areco, quien con el pseudónimo de Agapito Valiente pasaría a convertirse en una figura mítica hasta su muerte en 1970.
En 1965, con la salida de Creydt de la secretaría general del PCP, "el grupo de Barthe" y el "grupo de Creydt" entran en disputa. Los últimos representaban una línea del sostenimiento de la lucha armada dentro del PCP, frente al otro grupo que postulaba suspender las acciones. Esta fracción, bajo el liderazgo de Creydt, y con el apoyo de Agapito Valiente (Arturo López Areco) criticó mucho a la nueva dirección del PCP, tildándolos de "revisionistas", entre otras cosas.
Durante la década de 1970 varios militantes del PCP fueron asesinados, entre los cuales se encuentra el secretario general de la época, Miguel Ángel Soler, y el secretario general de la JCP, Derlis Villagra.

### Reorganización y transición
En febrero de 1989 cae la dictadura, por lo que el organismo partidario se reestructura lentamente de la forzosa clandestinidad. Tal es así, que el 4 de diciembre de 1989 el PCP realiza en forma oficial un acto público en la Casa del Pueblo del PRF, luego de cuatro décadas de persecución policial.
A fines del 2002 forma parte de la Izquierda Unida una coalición de partidos y sectores sociales progresistas, presentándose en lista única a las elecciones Generales del 2003.

### Apoyo a Fernando Lugo en las elecciones de 2008
En 2008, el PCP presentó a su dirigente histórico Ananías Maidana como candidato a diputado, y para presidente, apoyó a Fernando Lugo, que ganó las elecciones presidenciales.
Ese mismo año, el PCP también festejo sus 80 años de existencia con actividades culturales, y homenajes a los militantes que lucharon contra la dictadura de Stroessner.

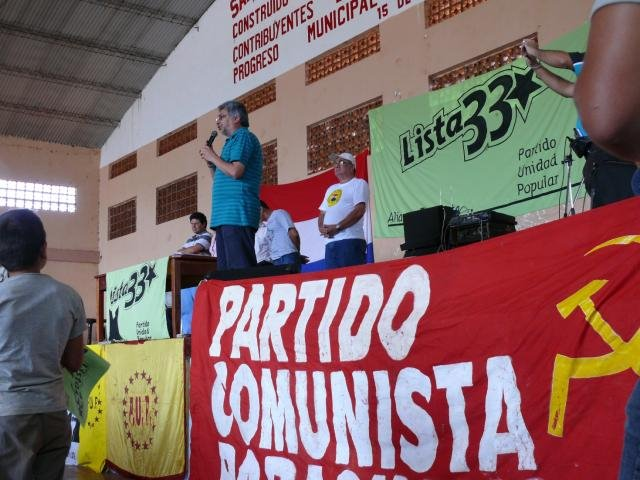
Fotografía de un acto del PCP.

En 2009, el PCP hizo parte del Espacio Unitario - Congreso Popular (EUCP), junto a otros partidos de izquierda.
En el 2010, el PCP, juntos al EUCP y a otros partidos de izquierda, fundó el Frente Guasu, coalición de partidos progresistas con la mira en las elecciones municipales del 7 de noviembre de ese año.

### Ruptura con el gobierno de Fernando Lugo
El 18 y 19 de diciembre de 2010 se reunió el Comité Central de PCP, y decidió retirar el "apoyo crítico" que daban a la administración de Fernando Lugo, que le otorgaron en 2008. La ruptura se debió a que el gobierno tomó derivas "conservadoras", además de haber colaborado con Álvaro Uribe, entonces presidente de Colombia, y con Estados Unidos, a través del Plan Umbral, entre otras cosas.

## Secretarios generales
| N.º | Secretario          | Secretario           | Mandato | Mandato         |
| N.º | Secretario          | Secretario           | Inicio  | Fin             |
| --- | ------------------- | -------------------- | ------- | --------------- |
| 1   | Bandera de Paraguay | Lucas Ibarrola       | 1928    | 1934            |
| 2   | Bandera de Paraguay | Enriqueta de Cáceres | 1934    | 1934            |
| 3   | Bandera de Paraguay | Aurelio Alcaraz      | 1934    | 1940            |
| 4   | Bandera de Paraguay | Augusto Cañete       | 1940    | 1947            |
| 5   | Bandera de Paraguay | Alberto Candia       | 1947    | 1948            |
| 6   | Bandera de Paraguay | Antonio Gamarra      | 1948    | 1953            |
| 7   | Bandera de Paraguay | Oscar Creydt         | 1953    | 1965            |
| 9   | Bandera de Paraguay | Miguel Ángel Soler   | 1967    | 1975            |
| 10  | Bandera de Paraguay | Antonio Maidana      | 1975    | 1978            |
| 11  | Bandera de Paraguay | Obdulio Barthe       | 1978    | 1981            |
| 12  | Bandera de Paraguay | Julio Rojas          | 1981    | 1989            |
| 13  | Bandera de Paraguay | Ananías Maidana      | 1989    | 2007            |
| 14  | Bandera de Paraguay | Najeeb Amado         | 2007    | a la actualidad |

## Congresos del PCP
- Congreso fundacional, (Asunción, 19 de febrero de 1928)
- Congreso reorganizativo, (Lobos, 1934)
- I Congreso, (Asunción, 21 de junio de 1941)[16]
- Congreso Nacional, (Asunción, 1945)
- II Congreso, (Asunción, agosto de 1949)
- III Congreso, (Buenos Aires, 1953)
- Congreso Nacional Extraordinario, (Asunción, febrero de 1955)
- Congreso Nacional, (1967)[17]
- Congreso Extraordinario, (Asunción, abril de 1971)
- IV Congreso, (Asunción, 1989)
- V Congreso, (Asunción, 17 y 18 de febrero de 2001)[18]
- VI Congreso, (Asunción, 21 y 22 de abril de 2007)
- VII Congreso, (Asunción, 29 y 30 de julio de 2011)[19]
- VIII Congreso, (Asunción, 20 y 21 de febrero de 2016)
- IX Congreso, (Asunción, 25 al 27 de julio de 2021)[20]

## Personalidades destacadas del PCP
Los siguientes personajes forman o han formado parte alguna vez del Partido Comunista Paraguayo.
- Antonio Maidana
- Derlis Villagra
- Octavio Rubén González
- Elvio Romero
- José Asunción Flores
- Carmen Soler
- Antonio Bonzi
- Óscar Creydt
- Obdulio Barthe
- Félix H. Agüero
- Julio Rojas
- Alfredo Alcorta
- Miguel Ángel Soler
- Ananías Maidana
- Luis Casabianca
- Julio Rojas
- Libio Santander
- Virgilio Bareiro
- Félix de Guarania
- Marcos Zeida
- Luis María Martínez (poeta paraguayo)
- Manuel Ramos
- Margarita Báez Romero
- Francisco Marín
- Carlos Lara Bareiro
- Severo Acosta
- Agapito Valiente